# Tào vận sứ
Tào Vận Sứ (Hán Việt: 漕運使 - tiếng Anh: Transport Commissioner) là một chức quan văn trong hệ thống quan chế triều đình Việt Nam.  Tào Vận Sứ là chức quan văn, đứng đầu ty Tào, phụ trách các vấn đề giao thông và vận chuyển lương thực, trên bộ lẫn nước, ít nhất là trật Chánh Tứ Phẩm 
Nguyên chức Tào Vận Sứ đã được lập vào thời Tần với trách nhiệm phụ trách các vấn đề vận chuyển lương thực bằng đường bộ lẫn đường sông nước. Trong ty Tào, tại những hải cảng hoặc cảng sông / bờ kênh quan trọng, còn lập thêm chức Tào Vận Ty (漕運司 - tiếng Anh: Rivers Transport Office), chuyên phụ trách việc vận chuyển lương thực từ các cảng này về thủ đô trong các triều đại Trung Quốc xưa.
Trong lịch sử Việt Nam thời Nguyễn, chức Tào Vận Sứ không được nhắc nhiều đến trong sử sách  hoặc trong quyển Từ điển Chức Quan Việt Nam do Đỗ Văn Ninh biên soạn. Chức vụ gần giống nhất chức này vào thời Nguyễn, nếu tra theo Từ điển Chức Quan Việt Nam, là Tào Chính Sứ.